# Iris lactea
Iris lactea és una planta de la família de les iridàcies, nativa d'Àsia. Es distribueix pel nord-est de l'Afganistan, el Kazakhstan, part central de la Rússia asiàtica, Tibet, Xina, Mongòlia i Corea. Creix en vessants herbacis i valls humides. Viu en entorns alcalins, bancs de rius i fonts, vores de llacs, barrancs, prats i comunitats herbàcies, entre els 600 i els 3.800 m d'altitud.

## Morfologia
És una planta bulbosa amb fulles basals de nervadura linear i color verd grisós que assoleixen els 14-70 cm de longitud i 4-8 mm d'amplada. El periant està format per tres tèpals externs reflexos i tres d'interns erectes. Els tèpals són de color blau-violeta, rarament blancs, amb les peces externes més amples que les internes.